# Lavapiés (métro de Madrid)
Lavapiés est une station de la ligne 3 du métro de Madrid en Espagne. Elle est établie sous la place du même nom, dans le quartier d'Embajadores, de l'arrondissement du Centre.

## Situation sur le réseau
Établie en souterrain, la station Lavapiés est située sur la ligne 3 entre les stations Sol, en direction de Moncloa, et Embajadores, en direction de El Casar.

## Histoire
Lavapiés est ouverte aux voyageurs le 9 août 1936, lors de la mise en service de la première section de la ligne 3 entre Sol et Embajadores.

## Services aux voyageurs

### Accueil
La station Lavapiés possède un premier accès équipé d'escaliers et d'escaliers mécaniques, ainsi qu'un second direct par ascenseur depuis l'extérieur.

### Intermodalité
La station est en correspondance avec la ligne de bus n° M1 du réseau EMT.